# Mareuil, Dordogne
Mareuil (okcitansko Maruelh) je naselje in občina v francoskem departmaju Dordogne regije Akvitanije. Leta 2008 je naselje imelo 1.130 prebivalcev.

## Geografija
Kraj leži v pokrajini Périgord znotraj naravnega regijskega parka Périgord Limousin ob reki Belle, 35 km severovzhodno od Périgueuxa.

## Uprava
Mareuil je sedež istoimenskega kantona, v katerega so poleg njegove, vključene še občine Beaussac, Champeaux-et-la-Chapelle-Pommier, Les Graulges, Léguillac-de-Cercles, Monsec, Puyrenier, La Rochebeaucourt-et-Argentine, Rudeau-Ladosse, Saint-Crépin-de-Richemont, Sainte-Croix-de-Mareuil, Saint-Félix-de-Bourdeilles, Saint-Sulpice-de-Mareuil in Vieux-Mareuil s 3.546 prebivalci.
Kanton Mareuil je sestavni del okrožja Nontron.

## Zanimivosti
- Château de Beaulieu iz 15. do 18. stoletja, francoski zgodovinski spomenik,
- Château de Beauregard iz 15. do 17. stoletja, zgodovinski spomenik,
- Château de Mareuil iz 16. stoletja, zgodovinski spomenik,
- romanska cerkev sv. Pardulfa, Saint-Pardoux-de-Mareuil, zgodovinski spomenik,
- ruševine cerkve Saint-Priest iz 12. stoletja, Saint-Priest-de-Mareuil, zgodovinski spomenik,
- cerkev sv. Lovrenca iz 12., povečana v 15. in 16. stoletju.

- Le château de Beaulieu
- Cerkev sv. Lovrenca
- Vitraž sv. Lovrenca